# Антоново (Великоустюгский район)
Антоново — деревня в Великоустюгском районе Вологодской области.
Входит в состав Усть-Алексеевского сельского поселения, с точки зрения административно-территориального деления — в Усть-Алексеевский сельсовет.
Расстояние по автодороге до районного центра Великого Устюга — 59 км, до центра муниципального образования Усть-Алексеево — 7 км. Ближайшие населённые пункты — Пожарово, Юшково, Биричево, Селиваново.
По переписи 2002 года население — 6 человек.